# MS Gdynia (2000)
MS Gdynia – uniwersalny kontenerowiec dowozowy typu B196-III zbudowany w 2000 roku przez Stocznię Północną w Gdańsku dla cypryjskiego armatora stanowiącego własność Euroafrica Linie Żeglugowe.
Statek należy do podtypu B196-III uniwersalnych kontenerowców typu B196, budowanych wcześniej przez Stocznię Północną dla odbiorców niemieckich. Kontrakt na budowę zawarto 27 maja 1999 roku. Armatorem była Saramaca Shipmanagement Ltd z Limasoll na Cyprze, należąca do polskiej spółki Euroafrica Linie Żeglugowe ze Szczecina. Budowę prowadzono pod numerem B196-III/1. Stępkę pod budowę położono 23 września 1999 roku, statek wodowano 9 marca 2000 roku, a oddano go do eksploatacji 11 lipca 2000 roku. Następnego dnia nadano mu w Gdyni  imię „Gdynia” i podniesiono banderę cypryjską. Matką chrzestną została nauczycielka ze Szczecina Elżbieta Marszałek. Był to pierwszy od ośmiu lat nowy statek towarowy zbudowany dla polskiego armatora lub jego spółek-córek.
W pierwszy rejs do Felixtowe statek wyruszył 14 lipca 2000 roku, pierwszym kapitanem był kapitan ż.w. Włodzimierz Patrzyk.